# Aine (letra)
Aine, aim, áin ou ayin (ע), é a décima-sexta letra de vários abjads semíticos, assim como o ayin  do alfabeto árabe e o ʾayin do alfabeto fenício.
Ayin é uma letra fenícia. O ayin é importante como aproximante faríngea para várias representações sonoras